# Edificio de la Administración Nacional de Combustibles, Alcohol y Portland
El Edificio de la Administración Nacional de Combustibles, Alcohol y Portland es un edificio de la ciudad de Montevideo ubicado sobre la Avenida del Libertador. En el mismo,  se encuentran las oficinas centrales y el directorio de la petrolera estatal uruguaya.  

## Construcción

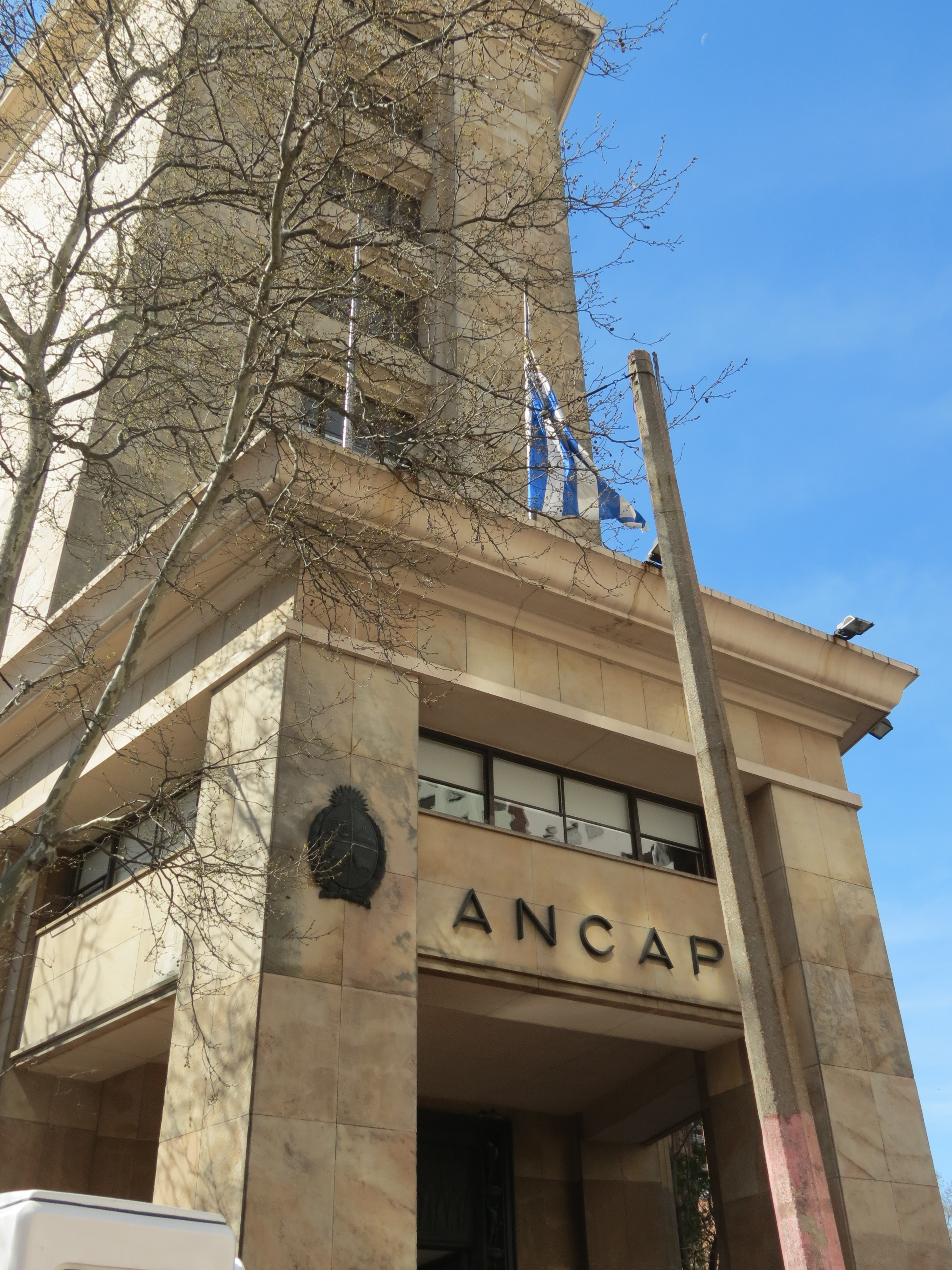

En 1938, apenas siete años después de la creación del ente industrial ANCAP, se decide llamar a concurso para la construcción de un edificio para albergará administración central del mismo, dicho proyecto se le encomendada al arquitecto Rafael Lorente Escudero, quien también tendría a su cargo la construcción de otra dependencias para el ente, tales como la refinería y algunas estaciones de servicio. Las obras de construcción comienzan en 1944 y la finalización del mismo fue a mediados del año 1948. La inauguración de este nuevo edificio trajo consigo la jerarquización de la entonces diagonal Agraciada, logrando desde su construcción el edificio complementarse con otros edificios, tales como la Casa Matriz del Banco de Seguros, y con el Palacio Legislativo coronando el fin de la avenida.